# Réserve naturelle régionale des grottes du Cirque
La réserve naturelle régionale des Grottes du Cirque (RNR294) est une réserve naturelle régionale (RNR) située en Bourgogne-Franche-Comté.  Initialement classée en 1988 en tant que Réserve naturelle volontaire (RNV), elle est intégrée depuis 2015 au réseau de réserves naturelles régionales "cavités à chiroptères", qui vise la protection des chauves-souris et de leur habitat. 

## Localisation

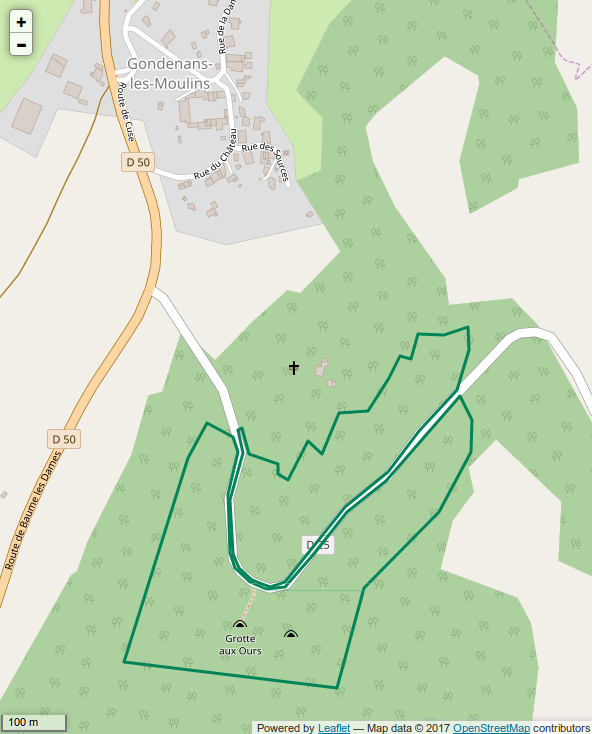
Périmètre de la réserve naturelle.

Le territoire de la réserve naturelle est situé dans le département du Doubs, sur la commune de Gondenans-les-Moulins. Il englobe une reculée des collines pré-jurassiennes qui compte 6 cavités dans les calcaires du Jurassique moyen : la grotte aux Ours, la grotte en Y, la grotte du Four, le trou du Seris, la grotte sous le trou du Seris et l'exsurgence de la rivière souterraine du Seris.

## Histoire du site et de la réserve

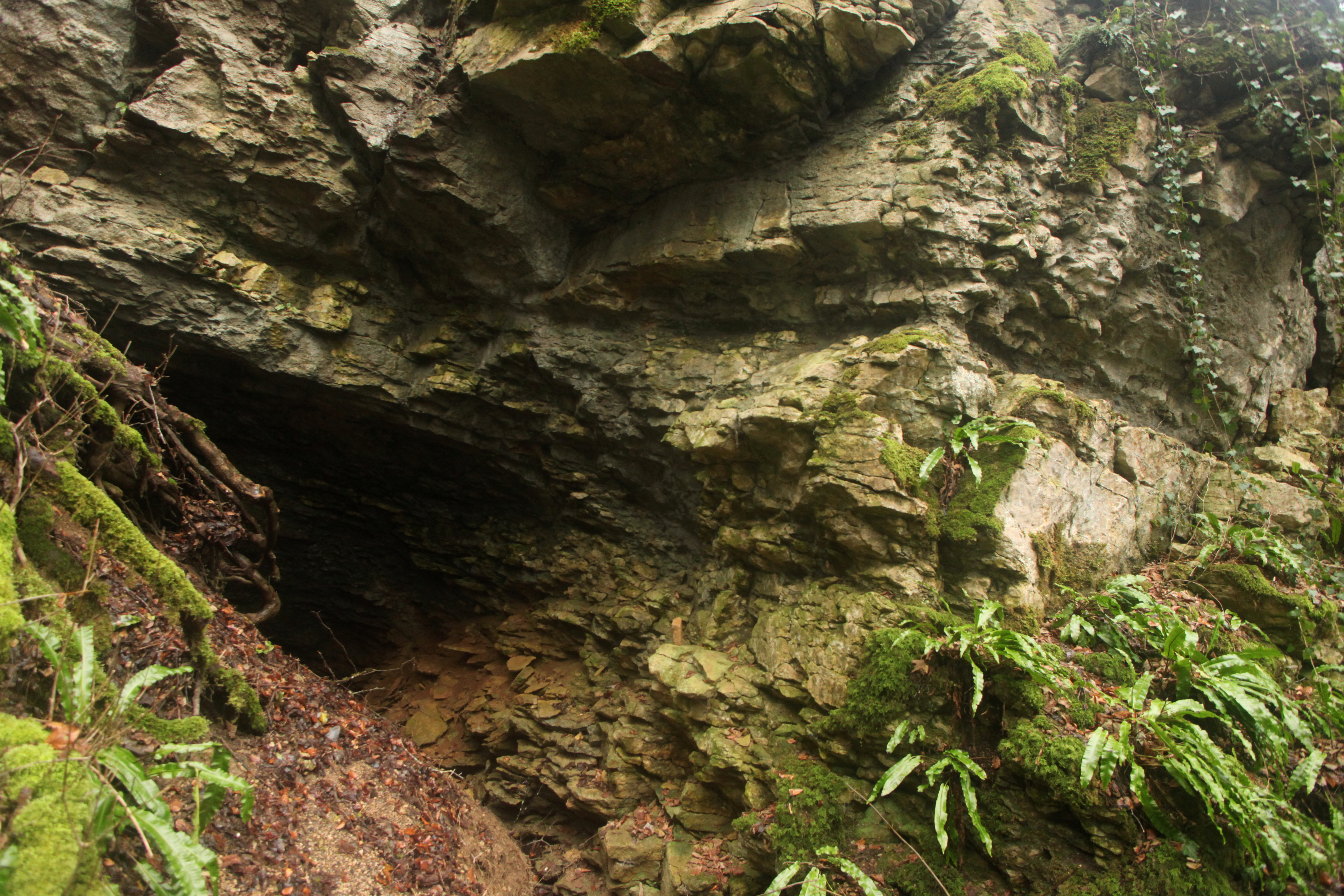
Entrée du trou du Seris.

La loi "Démocratie de proximité" de 2002 a entraîné le transfert de certaines compétences aux Régions et la caducité de l'agrément Réserve naturelle volontaire. Trois sites d’importance pour les chauves-souris ont ainsi perdu leur statut de protection à cette période.
Aussi, en étroite collaboration avec l'ex-région Franche-Comté, la CPEPESC Franche-Comté a étudié la faisabilité de création d’un réseau de Réserves naturelles régionales pour la protection des chiroptères et de leurs habitats, qui a abouti au classement de 7 réserves en 2015 et 2017.

## Écologie (biodiversité, intérêt écopaysager…)
Les cavités sont creusées dans les calcaires datant du jurassique moyen (Bajocien supérieur à calcaire oolithique). Une séquence stratigraphique très complète est visible au pied de la reculée à l’aplomb d’une ancienne carrière.
La réserve naturelle s’inscrit dans un ensemble cohérent de milieux souterrains protégés pour les chauves-souris. Ces cavités constituent un des maillons du réseau régional pour le Grand Rhinolophe notamment, au vu des individus présents en hibernation.
Ces six cavités abritent en hiver une population homogène de Petits et Grands rhinolophes (R. hipposideros et R. ferrumequinum), espèces vulnérables et en danger d’extinction sur la liste rouge de Franche-Comté. De plus, la forte diversité spécifique constatée avec la présence de neuf espèces appartenant à la famille des Vespertilionidés, dont le Grand murin (Myotis myotis) et la Barbastelle d’Europe (Barbastella barbastellus), renforce l’intérêt régional de ces cavités pour les chauves-souris.

### Archéologie
Outre l’intérêt écologique, la Grotte aux Ours est un site archéologique et paléontologique reconnu, qui recèle sous son plancher stalagmitique un des plus importants gisements d’Ours des cavernes (Ursus spelaeus) pour l’Est de la France. Un squelette presque complet d’un ourson des cavernes nouveau-né a été découvert dans cette cavité. Ce patrimoine a malheureusement subi de nombreux pillages c'est pourquoi l’accès à la grotte a été condamné par la pose d'une grille.

## Intérêt touristique et pédagogique
Le milieu souterrain est fragile et toute modification même minime du biotope est à éviter. La fréquentation humaine dans les sites d’hibernation ou d’estivage des chauves-souris est responsable de la mortalité d’individus, ou de leur report vers d’autres sites moins favorables.
En conséquence, l’accès aux grottes est interdit au public toute l'année, excepté pour l'exsurgence de la rivière souterraine du Seris dont l'accès est autorisé uniquement du 30 avril au 31 octobre, après autorisation de la commune de Gondenans-les-Moulins.

## Administration, plan de gestion, règlement
La CPEPESC Franche-Comté a été désignée gestionnaire de ce réseau par arrêtés du 12 octobre 2015 et 22 décembre 2017.

### Outils et statut juridique
Ce site bénéficie de plusieurs outils au service de la conservation du patrimoine naturel :
- ZNIEFF de type I GROTTE AUX OURS (depuis 2009).

- RNR des Grottes du Cirque (par délibération du Conseil régional n°15CP-346 du 24 septembre 2015).

### Plan de gestion
La législation prévoit qu’une fois que le gestionnaire d’une réserve naturelle est désigné, il élabore un plan de gestion. Ce document comprend un état des lieux du patrimoine naturel, historique et culturel du site, ainsi que les objectifs que le gestionnaire s’assigne en vue de la protection des espaces naturels de la réserve. Une fois rédigé, le projet de plan de gestion est présenté devant le Comité consultatif de gestion et le Conseil scientifique régional du patrimoine naturel (CSRPN) pour avis.
Après une phase de concertation préalable, le gestionnaire a présenté un plan de gestion unique pour l'ensemble des réserves du réseau "cavités à chiroptères". Approuvé à l’unanimité par la commission permanente du Conseil régional de Bourgogne-Franche-Comté le 27 septembre 2019, ce réseau est maintenant doté d’un premier document cadre pour les cinq ans à venir.
L’enjeu principal concerne la préservation de la fonctionnalité de ce réseau de gîtes pour 6 espèces prioritaires : Le Minioptère de Schreibers, le Petit murin, le Rhinolophe euryale, le Grand rhinolophe, le Petit rhinolophe et le Murin à oreille échancrées. Au total, ce sont près de 70 actions qui ont été planifiées pour conserver cet enjeu prioritaire. A travers ces actions, la préservation des habitats forestiers remarquables sera également prise en compte.
Une version simplifiée du plan de gestion a été rédigée pour en faciliter la lecture.

### Cadre réglementaire
De par son classement en RNR, ce site est soumis à une réglementation stricte, détaillée dans la délibération de classement.